# Флентя Олег Георгійович
Олег Георгійович Флентя (рум. Oleg Flentea; нар. 6 серпня 1964, Бендери, Молдавська РСР) — радянський та молдовський футболіст, півзахисник.

## Життєпис
У 1982-1985 роках грав за «Ністру» (Кишинів). У 1982 році разом із командою вийшов у вищу лігу СРСР. За підсумками чемпіонату 1983 року (провів 8 матчів) «Ністру» вилетів до першої ліги. У 1986-1990 роках грав у командах другої ліги. 1991 року грав за команду другої нижчої ліги «Буджак» (Комрат).
З 1992 року виступав у вищій лізі Молдови – зіграв 266 матчів, відзхначився 60-ма голами.
У 2007 році грав за команду «Лукомор'є» у чемпіонаті Молдови з футзалу.
Станом на 2008 рік працював на автозаправці.

## Досягнення

### Командні
- Перша ліга СРСР
  -  Срібний призер (1): 1982

- Друга нижча ліга СРСР
  -  Бронзовий призер (1): 1991 (5-та зона)

### Індивідуальні
- Найкращий бомбардир[3] чемпіонату Молдови (1): 1992 (13 м'ячів)